# Bodgál Ferenc
Bodgál Ferenc (Miskolc, 1932. április 2. – Miskolc, 1972. szeptember 2.) néprajzkutató.

## Élete, munkássága
Családjával a Tetemváron élt. Apja a Diósgyőri Vas- és Acélgyárban segédmunkás, anyja háztartásbeli volt, három gyermeket neveltek. Ferenc az elemi és polgári iskolai tanulmányai után órástanuló lett, 1948-ban végzett. Ezután kitanulta az esztergályos szakmát, és – apját követve – ő is a Vasgyárban dolgozott, 1950-ig. Ebben az évben szakérettségit tett, majd felvételt nyert az Eötvös Loránd Tudományegyetemre, néprajz szakos hallgatóként. Az egyetemen – bár számos hiányosságát kellett pótolnia – másodéves korában már évfolyama legjobbjai közé számított, és elkezdte tudományos munkáját is. 1953-ban publikálta első szakcikkét az Ethnographiában (Egy munkásdal változatai),  1954-ben díjat nyert a Néprajzi Albizottság pályázatán. Egyetemi éveiben kezdett érdeklődni későbbi nagy kutatási területe, a kovácsmesterség iránt. Ebben a témában – a cinkotai kovácsmesterséget feldolgozva – írta meg szakdolgozatát is. Muzeológia-néprajz szakos oklevelet 1956-ban szerezte meg.
1955-ben néhány hónapig az egri Dobó István Múzeum gyakornoka, majd ugyanezen év november 1-jétől – haláláig – a Herman Ottó Múzeum néprajzos munkatársa volt. Doktori disszertációját 1961-ben a Hernád völgye népi fémművességéről írta. Érdeklődése középpontjában a vasművesség, ezen belül a kovácsmesterség volt, de széles látóterébe a néprajz egyéb területei is beletartoztak, főleg Borsodban és Abaújban. Kutatta a summások életét, a borsodi kerámiaművesség történetét, a szőlőkultúrát, a népmeséket, a népszokásokat, a betyárvilágot (főleg Vidróczky) stb. Fáradhatatlan és kiváló gyűjtő volt, írásos feljegyzései, magnó- és filmfelvételei mind a múzeum néprajzi gyűjteményét gazdagítják, csakúgy, mint az általa begyűjtött több mint ezer néprajzi tárgy: kerámiák, textíliák, bútorok, kovácstermékek, pásztormunkák, gazdálkodási eszközök. Munkájáról a megyei TIT egyik vezetőjeként számos ismeretterjesztő előadást tartott Miskolcon és a megye más városaiban falvaiban. Felkarolta, sőt szervezte az önkéntes néprajzi gyűjtőmunkát, iskolai szakköröket szervezett. A néprajz népszerűsítését szolgálta, hogy tanulmányait nemcsak szakfolyóiratokban tette közzé, de sokat írt a miskolci és a megyei újságokba (Észak-Magyarország, Borsodi Bányász, Déli Hírlap, Napjaink) is.
További nagyobb tervei között szerepelt még a diósgyőri vár ásatása során előkerült vasanyag lajstromozása, valamint Miskolc néprajzának feldolgozása. Kandidátusi disszertációját A kovácsmesterség B.-A.-Z. megyében címmel írta, de végleges kidolgozására és megvédésére már nem kerülhetett sor. Egészsége megromlott, 1972-ben elhunyt. A tetemvári temetőben temették el, de 1982-ben maradványait a mindszenti római katolikus temetőbe helyezték át.
2007-ben, születésének 75. évfordulója alkalmából emlékülést, 2022-ben, halálának 50. évfordulójára emlékezve honismereti konferenciát rendeztek Miskolcon.

## Főbb művei
- Borsod megye néprajzi irodalma 1. A miskolci Herman Ottó Múzeum néprajzi kiadványai I. Múzeumok Központi Propaganda Irodája, Budapest, 1958
- A rézöntés technikájához (Az edelényi juhászkampó). Ethnographia, 1959
- Közösségi kovács a mezőkövesdi matyóknál. Néprajzi Értesítő XLIV, 1962
- Cigánykovácsok Miskolcon a XVIII. században. Borsodi Szemle VI, 1962
- A miskolci múzeum néprajzi gyűjtése (1902–1962). A Herman Ottó Múzeum Évkönyve, IV, 1962–1963
- A Borsod-Abaúj-Zemplén megyei cigányok fémművessége. Ethnographia LXXVI, 1965
- A kovács a borsodi népköltészetben. Borsodi Szemle X, 1966
- Az ároktövi kovácsok. Ethnographia LXXVIII, 1967
- A kovácsmesterség kutatása. A Herman Ottó Múzeum Évkönyve VII, 1968
- Borsod megye néprajzi irodalma 2. A miskolci Herman Ottó Múzeum néprajzi kiadványai V. Herman Ottó Múzeum, Miskolc, 1970
- Vidróczky Marci az észak-magyarországi néphagyományban és az irodalmi forrásokban. Borsod-miskolci füzetek 7. Miskolc, 1970
- Kovácsremekek, kovácscégérek. A Herman Ottó Múzeum közleményei 9, 1971
- Újabb adatok Angyal Bandiról. A Herman Ottó Múzeum Évkönyve XI, Miskolc, 1972